# Сакс, Джонатан
Джонатан Генри Сакс, барон Сакс (англ. Jonathan Henry Sacks, Baron Sacks; 8 марта 1948, Лондон — 7 ноября 2020, Лондон) — британский раввин и философ, политик, член Палаты лордов. Главный раввин Великобритании в 1991—2013 годах. Профессор.

## Биография
Сакс с отличием окончил Кембридж со степенью по философии. Во время учёбы совершил поездку в Нью-Йорк, где встретился с раввином М. Шнеерсоном, который наставил его самого стать раввином. Также учился в оксфордском Нью-колледже и лондонском Кингс-колледже, получив в 1981 году докторскую степень. Работал над докторской диссертацией под руководством Б. Уильямса. В том же году был рукоположён в раввины.
Сразу после окончания Кембриджа подал заявление на должность преподавателя философии в Стерлингском университете (Шотландия), однако получил отказ.
Женат с 1970 года, супруга Элайн, трое детей.
В 1978—1990 годах — раввин в синагогах Лондона.
В 1991—2013 годах — главный раввин Великобритании.
Был приглашённым профессором в университетах Великобритании, США, Израиля, покровителем Института Вульфа в Кембридже.
По просьбе И. Берлина, с которым Сакс дружил и который был нерелигиозным евреем, в 1997 году совершил богослужение на его похоронах.
Рыцарь-бакалавр (2005). Пожизненный пэр с титулом барон Сакс и член Палаты лордов (2009).
Лауреат нескольких международных премий, в частности Иерусалимской премии 1995 года (Израиль). Обладатель 16-и почётных научных степеней.
В 2011 году в качестве представителя еврейской общины лорд Сакс был приглашён на свадьбу принца Уильяма Уэльского и Кейт Миддлтон.
С 2013 года — профессор Нью-Йоркского университета и профессор права лондонского Кингс-колледжа.
Автор двадцати пяти книг. В 2000 году издал книгу «Политика надежды» (The Politics of Hope), получившую предисловие бывшего премьер-министра Г. Брауна.
В 2011 году опубликовал книгу The Great Partnership. God, Science and the Search for Meaning («Великое содружество. Бог, наука и поиск смысла»), 2-е издание The Great Partnership. Religion, Science and the Search for Meaning, её перевод на иврит был опубликован в Израиле в 2013 году.
На русский язык переведены его книги «Достоинство различия. Как избежать столкновения цивилизаций» (The Dignity of Difference: How to Avoid the Clash of Civilizations), «Великое содружество. Наука, религия и поиск смысла» (The Great Partnership. Science, Religion and the Search for Meaning), «Исправить повреждённый мир. Этика ответственности» (To Heal a Fractured World.The Ethics of Responsibility); «Иудаизм, евреи, мир: Диалог продолжается».
Скончался 7 ноября 2020 года в Лондоне от рака в возрасте 72 лет.

## Книги
- Джонатан Сакс. Мораль = Morality (англ.). — 1-е изд. — Hodder & Stoughton, 2020. — 384 p. — ISBN 978-1473617315.
- Джонатан Сакс. Беседы о праздниках = Moadim l'Siha (иврит). — Toby Publishing Ltd., 2020. — 281 p. — ISBN 978-9655262728.
- Джонатан Сакс. Идеи иудаизма, изменяющие жизнь: Еженедельное чтение еврейской Библии = Judaism's Life-Changing Ideas: A Weekly Reading of the Jewish Bible (англ.). — Toby Press Ltd. — 334 p. — ISBN 978-1592645527.
- Джонатан Сакс. Библия издательства Корен в стране Израиля: книга Исход = The Koren Tanakh of the Land of Israel: Exodus (иврит). — Koren Publishers; Bilingual edition, 2020. — 327 p.
- Джонатан Сакс. Второзаконие: обновление Синайского завета = Deuteronomy: Renewal of the Sinai Covenant (англ.). — 314 p.
- Джонатан Сакс. Празднуя жизнь: как найти счастье в неожиданных местах = Celebrating Life: Finding Happiness in Unexpected Places (англ.). — 208 p. — ISBN 978-1472974365.
- под. ред. Ричард А. Барридж, Джонатан Сакс,. Против насилия на религиозной почве: опровержение = Confronting Religious Violence: A Counternarrative (англ.). — 2018. — 270 p. — ISBN 978-0334057130.
- Джонатан Сакс. Обряды и празднования: введение в праздники = Ceremony & Celebration: Introduction to the Holidays (англ.). — Toby Press Ltd, 2017. — 336 p. — ISBN 978-1592640256.
- Джонатан Сакс. Книга Чисел годы в пустыне (Завет и беседы: еженедельное чтение по еврейской Библии) = Covenant & Conversation Numbers: The Wilderness Years (Covenant & Conversation: a Weekly Reading of the Jewish Bible) (англ.). — Toby Press Ltd, 2017. — 446 p. — ISBN 978-1592640232.
- Джонатан Сакс. Эссе об этике = Essays on Ethics (англ.). — Maggid, 2016. — 384 p. — ISBN 978-1592644490.
- Джонатан Сакс. Эссе из пасхальной хагады Джонатана Сакса = Essays from the Jonathan Sacks Haggada (англ.). — The Toby Press, 2016. — 179 p.
- Джонатан Сакс. Уроки руководства: еженедельной чтения Еврейской Библии = Lessons in Leadership: A Weekly Reading of the Jewish Bible (англ.). — The Toby Press, 2015. — 348 p.
- Джонатан Сакс. Завет и беседы. Книга Левит: книга святости = Covenant & Conversation Leviticus: The Book of Holiness (англ.). — Toby Press, 2015. — 436 p. — ISBN 978-1592640225.
- Джонатан Сакс. Община веры = Community of Faith (англ.). — Halban, 2013. — 128 p.
- Джонатан Сакс. Пасхальная Агада Джонатана Сакса = Sacks Passover Haggada (англ.). — Koren, 2013.
- Джонатан Сакс. Великое содружество. Бог, наука и поиск смысла = The Great Partnership: Science, Religion, and the Search for Meaning (англ.). — Schocken Books, 2012. — 370 p. — ISBN 978-0805243017.
- Джонатан Сакс. Будущее время: евреи, иудаизм и Израиль в двадцать первом веке = Future Tense: Jews, Judaism, and Israel in the Twenty-First Century (англ.). — SCHOCKEN BOOKS INC, 2012.
- Джонатан Сакс. Письма следующему поколению 2: размышления о еврейской жизни = Letters to the Next Generation 2: Reflections on Jewish Life (англ.). — Office of the Chief Rabbi, 2011.
- Джонатан Сакс. Постоянство веры: религия, мораль и общество в секулярную эпоху = The Persistence of Faith: Religion, Morality and Society in a Secular Age (англ.). — Continuum, 2010.
- Джонатан Сакс. Книга Бытия: Книга начал (Завет и дискуссии 1) = Genesis: The Book of Beginnings (Covenant & Conversation 1) (англ.). — 2010. — 373 p.
- Джонатан Сакс. Дом, который мы строим вместе: восоздавая общество = The Home We Build Together: Recreating Society (англ.). — Continuum International Publishing Group Ltd., 2009.
- Джонатан Сакс. Исправить повреждённый мир. Этика ответственности = To Heal a Fractured World : The Ethics of Responsibility (англ.). — Schocken Books, 2009.
- Джонатан Сакс. Достоинство отличия: как избежать столкновения цивилизаций = Dignity of Difference: How to Avoid the Clash of Civilizations (англ.). — Continuum, 2004. — 224 p. — ISBN 978-0826468505.
- Джонатан Сакс. От оптимизма к надежде = From Optimism to Hope (англ.). — Continuum, 2004. — 160 p. — ISBN 978-0826474810.
- Джонатан Сакс. Радикальный в прошлом, радикальный в настоящем. Быть евреем = Radical Then, Radical Now. On Being Jewish (англ.). — Continuum, 2004. — 256 p. — ISBN 978-0826473363.
- Джонатан Сакс. Буква на свитке: как понять еврейскую идентификацию и изучить наследие самой двевней религии в Мире = A Letter in the Scroll: Understanding Our Jewish Identity and Exploring the Legacy of the World's Oldest Religion (англ.). — Free Press, 2004. — 272 p. — ISBN 978-0743267427.
- Джонатан Сакс. С предисловием Гордона Брауна. Политика надежды = The Politics of Hope (англ.). — Vintage, 2000. — 319 p. — ISBN 978-0099765417.
- Джонатан Сакс.  = Faith in the Future (англ.). — Mercer University Press, 1997. — 260 p. — ISBN 978-0865545502.
- Джонатан Сакс. Будут ли у нас еврейские внуки? Еврейская непрерывность и как ее добиться = Will We Have Jewish Grandchildren?: Jewish Continuity and How to Achieve It (англ.). — Vallentine Mitchell, 1994. — 133 p. — ISBN 978-0853032823.
- Джонатан Сакс. Один народ? Традиция, модернизация и еврейское единство = One People?: Tradition, Modernity and Jewish Unity (англ.). — The Littman Library of Jewish Civilization in association with Liverpool University Press, 1993. — 272 p. — ISBN 978-1874774006.
- Джонатан Сакс. Кризис и завет: еврейская мысль после Холокоста = Crisis and Covenant: Jewish Thought After the Holocaust (англ.). — Manchester Univ Pr, 1993. — 248 p. — ISBN 978-0719042034.
- Джонатан Сакс. Аргументы во Имя Неба: новые тенденции в современном иудаизме = Arguments for the Sake of Heaven: Emerging Trends in Traditional Judaism (англ.). — Jason Aronson, Inc., 1990. — 296 p. — ISBN 978-0876687833.
- Джонатан Сакс. Традиция в нетрадиционную эру: эссе по современной еврейской мысли = Tradition in An Untraditional Age: Essays on Modern Jewish Thought (англ.). — Vallentine Mitchell, 1990. — 311 p. — ISBN 978-0853032397.

## Цитаты
- Вы не можете доказать существование Бога[8].
- Еврейским обычаем является отвечать вопросом на вопрос[4].
- Иудаизм — единственный из всех великих религий, из всех великих культур (конечно, за исключением марксизма) видит золотой век не в прошлом, а в будущем[4].